# Tosca (film 2001)
Tosca è un film-opera del 2001 diretto da Benoît Jacquot.
Il soggetto è tratto dal dramma teatrale di Victorien Sardou, a sua volta alla base dell'opera lirica di Giacomo Puccini.

## Trama
La cantante Floria Tosca, amante del pittore Cavaradossi, nella Roma papalina, finge di cedere alle voglie del barone Scarpia per salvare l'amato, condannato a morte. Infatti Scarpia ha promesso una finta esecuzione per Mario, dando poi ad essi la possibilità di lasciare Roma. Ma il Barone inganna Tosca e fa fucilare realmente Cavaradossi.
Davanti al suo corpo immobile, Tosca - che ha già ucciso Scarpia - si getta dai bastioni di Castel Sant'Angelo.

## Produzione
Il film è stato girato a Colonia in Germania.

## Distribuzione
Distribuito dalla Pyramide Distribution e da France Télévision Distribution, il film è stato presentato in anteprima alla Mostra del Cinema di Venezia il 1º settembre 2001.

### Date di uscita
IMDb
- Italia	1º settembre 2001	 (Mostra del Cinema di Venezia) (première)
- Canada	9 settembre 2001	 (Toronto International Film Festival) (première)
- Francia	14 novembre 2001
- Germania	18 novembre 2001	 (Kinofest Lünen)
- Germania	6 dicembre 2001
- USA	15 marzo 2002	 (Rendezvous With French Cinema)
- Italia	19 aprile 2002
- UK	10 maggio 2002
- Giappone	21 giugno 2002	 (French Film Festival)
- USA	12 luglio 2002	 (New York City, New York)
- Repubblica Ceca	26 luglio 2002	 (première)
- Danimarca	13 settembre 2002
- Giappone	12 ottobre 2002	 (Tokyo)
- Grecia	25 ottobre 2002
- Finlandia	7 febbraio 2003
- Argentina	8 marzo 2003	 (Mar del Plata Film Festival)
- Polonia	18 aprile 2003
- Norvegia	17 dicembre 2003	 (uscita DVD)
- Ungheria	29 luglio 2007	 (prima TV)

Alias
- Tosca	Grecia
- Tosca de Giacomo Puccini	Francia